# Melchor de Navarra y Rocafull
Melchor de Navarra y Rocafull Martínez de Arroytia y Vique, duque consorte de Palata (Torrelacárcel, 1626-Portobelo, Panamá, 13 de abril de 1691) fue un militar y hombre de estado español, vicecanciller de Aragón y virrey del Perú.

## Primeros años y familia
Nacido en 1626, oriundo de la región de Teruel, fue bautizado el 10 de septiembre de 1627. Hijo de Melchor Sebastián Navarra y Magdalena de Rocafull, era hermano de  Juana Navarro de Rocafull Martínez Vique, esposa de Faustino Cortés y Sangüesa, I vizconde de Torres Secas.
Fue colegial de Oviedo, en Salamanca y tras haber sido miembro del Consejo Colateral de Nápoles y fiscal del Consejo de Italia, en 1672 fue nombrado vicecanciller del Consejo de Aragón, y como tal, miembro de la Junta de Gobierno Universal durante la minoría de edad de Carlos II. Sus diferencias con Juan José de Austria motivaron que cuando este tomó el poder en 1677, fuera destituido en represalia. Tras la muerte del de Austria, Navarro fue restituido, siendo nombrado consejero de estado en 1680. Fue caballero de la Orden de Alcántara.
En el año 1780, Josefa Rocafull, condesa de Montealegre y baronesa de Polop y su hija primogénita, la marquesa de Albudeyte, solicitaron la facultad de hidalguía para el vizconde de Santa Clara, marido de la marquesa.

## Virrey del Perú
Fue nombrado virrey del Perú entre los años 1681 y 1689, llegando a Lima el 20 de noviembre de 1681. Llevó a cabo un censo de los indios para efectuar un nuevo reparto de los que debían servir en la mita de Potosí; y para remediar su notoria disminución en los pueblos próximos a dicho asiento, extendió la obligación pertinente aun a los de Canas y Canchis.
Restableció la Casa de Moneda de Lima (1683), que en 1572 había sido suprimida. 
Piratas ingleses, comandados por Edward Davis, saquearon e intimidaron a los pueblos de la costa, sin que hubiera fuerza para contenerlos (1686) y, al tiempo que los comerciantes armaban naves para perseguirlos, el virrey inició la fortificación de las ciudades de Lima y Trujillo mediante la contribución de los gremios, las instituciones y los vecinos. Pero aquella obra fue destruida por un violento terremoto en Lima y Callao (20 de octubre de 1687), e incluso el propio virrey hubo de pasar más de dos meses bajo una toldería armada en la plaza Mayor. Asimismo se esforzó por reducir ciertos privilegios eclesiásticos (inmunidad, protocolo, provisión de curatos, etc.).
El virrey inició la construcción del muro de Lima para proteger la ciudad de piratas, la obra se financió con impuestos debido a que no se mando dinero desde España y sirvió para defender la ciudad de Lima que tenía menos de 40 mil habitantes a finales del siglo XVII, cuando la obra concluyó tenía 12 kilómetros de extensión, 6 metros de alto y 3 metros de ancho. En la construcción se utilizó principalmente adobe.
Al finalizar su periodo, el 15 de agosto de 1689, se quedó en Lima hasta 1691, pendiente de la investigación de su administración. Luego se embarco a España para ocupar la Presidencia del Consulado de Aragón, pero falleció durante el viaje, el 13 de abril de ese año, en Portobelo, Panamá.
Según Ricardo Palma "fue el virrey más virrey que tuvo el Perú".

## Matrimonio y descendencia
Casado con Francisca Toralto de Aragón y Frezza, napolitana, II princesa de Massalubrense y II duquesa de la Palata. Se conocen los siguientes hijos:
- Cecilia de Navarra y Rocafull Toralto de Aragón, que casó en Madrid el 14 de octubre de 1680 con Pedro Luis Fernández de Híjar y Fernández de Híjar, XIV conde de Belchite y IX duque de Lécera.[7]
- Elvira de Navarra Toralto, casada con Isidro Tomás Folch de Cardona Sotomayor, VII marqués de Guadalest.

Dejó escritas varias obras de temática jurídica.
| Predecesor: Cristóbal Crespí de Valldaura | Vicecanciller de Aragón 1672-1677  | Sucesor: Pascual de Aragón                     |
| Predecesor: Melchor de Liñán y Cisneros   | Virrey del Perú Marzo de 1681-1689 | Sucesor: Melchor Portocarrero Lasso de la Vega |